# 孤独的托马斯

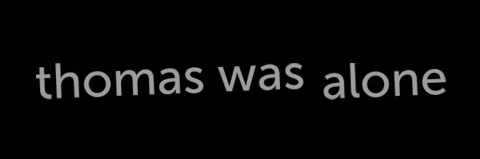
孤独的托马斯

《孤独的托马斯》是由迈克·比瑟尔创作的益智平台游戏，最早于2010年10月作为Flash游戏发布。游戏后经完善，2012年7月于Microsoft Windows和OS X平台发行。此后游戏又于PlayStation 3、PlayStation 4、PlayStation Vita、Xbox One、Wii U、iOS和Android等平台发行。任天堂Switch版预定于2021年2月发行。